# Mini, el ángel del barrio
Mini, el ángel del barrio es una telenovela argentina dirigida por Héctor Flores y producida por Miguel Claudio Bugallo, emitida por el Canal 9 (hoy Elnueve) desde el mayo hasta septiembre de 1969. Fue protagonizada por Cristina Alberó y José María Langlais. Además contó con las participaciones estelares de Érika Wallner, Pedro Buchardo, Alberto Fernández de Rosa, Flora Steinberg, Jacques Arndt y José María Gutiérrez.

## Elenco
- Cristina Alberó - Mini
- José María Langlais - Marcel
- Érika Wallner - Tessa
- Pedro Buchardo - Bernardo
- Graciela Dufau - Dra. Genoveva
- Carlos Pamplona - Sigfrido
- Flora Steinberg - Rosa María
- Alberto Fernández de Rosa - Carlos
- Jacques Arndt - Dr. Libby
- Alberto Piazza - Petilú
- Juan Carlos Barbieri - Dr. Dayson
- Gloria Ugarte
- José María Gutiérrez

## Elenco de producción
- Historia: María Julia Casanova
- Adaptación: Luz Tambascio
- Dirección: Héctor Flores
- Productor: Miguel Claudio Bugallo